# Perka rdzawa
Perka rdzawa (Mycteroperca rubra) – gatunek morskiej ryby głębinowej z rodziny strzępielowatych (Serranidae).

## Występowanie
Występuje w Albanii, Algierii, Angoli, Beninie, Bośni i Hercegowinie, Kamerunie, Republice Zielonego Przylądka, Kongu, Demokratycznej Republice Konga, Chorwacji, Cyprze, Wybrzeżu Kości Słoniowej, Egipcie, Gwinei Równikowej, Gabonie, Gambii, Ghanie, Grecji, Gwinei, Gwinei Bissau, Izraelu, Włoszech, Libanie, Liberii, Libii, Malcie, Mauretanii, Maroku, Nikaragui, Nigerii, Portugalii, Senegalu, Serbii, Czarnogórze, Sierra Leone, Słowenii, Hiszpanii, Syrii, Togo, Tunezji, Turcji, Saharze Zachodniej i na Wyspach Świętego Tomasza i Książęca.
Odżywia się mięczakami i małymi rybami.